# Irbitski sajam
Irbitski sajam je bio drugi najveći sajam u carskoj Rusiji. Godišnje se održavao zimi, a trgovalo se čajem i krznom iz Azije.
Thomas Wallace Knox je zapisao u svojoj knjizi (online text, Project Gutenberg eBook), Overland through Asia; Pictures of Siberian, Chinese, and Tartar Life, kako su nailazili na brojna nakrcana prometala, koja su išla na taj sajam koji se održava svake veljače u Irbitu. T.W. Knox je zabilježio veliku važnost tog sajma za Sibir, i da privlači trgovce iz cijele regije zapadno od Tomska. U knjizi je zapisao da 40-50 milijuna rubalja vrijednosti dobara se razmijeni ondje tijekom 4 tjedna posvećena prometu. Dobra iz Sibira su prvarno krzna i čaj, a ona iz Europe su brojni drugi artikli.